# José Enrique Ortiz
José Enrique Ortiz Cortés (San Andrés de Tumaco, 16 novembre 1998) è un calciatore colombiano, centrocampista dell'Independiente Medellín.

## Carriera
Ha giocato nella massima serie dei campionati colombiano e messicano.
José Ortiz inizia la sua carriera professionistica nel 2017 con il Deportivo Pasto, squadra della massima divisione colombiana. In tre stagioni colleziona 45 presenze, distinguendosi per le sue doti difensive, pur senza realizzare reti.
Nel 2019 si trasferisce in Messico al Monarcas Morelia, con cui disputa 15 partite in Liga MX, segnando il suo primo gol tra i professionisti. L’anno successivo, dopo la cessione del club, segue la nuova franchigia al Mazatlán, dove resta per una stagione totalizzando 29 presenze.
Nel 2021 torna in Colombia, accasandosi all’Independiente Santa Fe, con cui disputa 33 partite e segna 2 reti. Le sue prestazioni gli valgono il trasferimento all’Atlético Junior per la stagione 2022-2023, dove gioca 29 partite da titolare.
Nel 2023 viene acquistato dall’Independiente Medellín, con cui prosegue la sua carriera nella massima serie colombiana. Nella sua prima stagione col club ha collezionato 31 presenze e una rete.